# Henri Charrier
Pour les articles homonymes, voir Charrier.
Henri Georges Charrier, né à Paris le 19 septembre 1859 et mort dans la même ville le 6 janvier 1950 est un peintre français.

## Biographie
Élève de Jean-Paul Laurens et de Joseph Blanc, Henri Charrier débute au Salon de 1881. Membre de la Société des artistes français depuis 1892, il obtient une mention honorable en 1892 et une troisième médaille en 1894.
Il est nommé chevalier de la Légion d'honneur en 1933.
Outre la Creuse, il voyage et peint en Bretagne, en Auvergne et dans l'Allier. Il réalise plusieurs décors d'églises en Normandie : des peintures murales marouflées dans l'église Saint-Étienne de Fécamp et une fresque monumentale dans l'église de Fauville.
La découverte de la technique de la détrempe (peinture à l’eau fixée au blanc d’œuf) donnant des teintes plus délicates lui fera peu à peu abandonner la peinture à l’huile. Henri Charrier fit également de nombreuses recherches sur la technique de la fresque, alors en vogue, et qu’il utilisa pour de nombreuses décorations murales.
En 1950, le Salon d'hiver organisa une rétrospective de son œuvre.
Il peint une fresque dans l'abside de Notre-Dame de l'Assomption à Fauville-en-Caux, une autre dans l'église de Saint-Vincent de Charonne (Aisne), les décors peints de l'église Saint-Étienne de Fécamp, ainsi que le décor d'une habitation privée de Perros-Guirec.

## Collections publiques
Guéret, Lille, Paris (département des arts graphiques du musée du Louvre), Poitiers, Pontoise, Fécamp (L'impératrice Ariane aux derniers moments de l'empereur Zénon, Salon de 1887 ; fusains préparatoires pour les décors peints de l'église Saint-Étienne de Fécamp ; dessin préparatoire pour la fresque du Mémorial de la Première Guerre mondiale de l'Abbatiale de Fécamp, dessin préparatoire pour son tableau Saint Pierre guérissant les malades avec son ombre, Salon de 1884) , Quimper.